# Inishcrone
Inishcrone o Enniscrone (gaelico irlandese Inis Crabhann) è un villaggio irlandese situato nel lato occidentale della Killala bay e della foce del fiume Moy, nello Sligo ma vicinissimo al confine con il Mayo, al punto che viene citata quasi in tutte le guide turistiche della seconda contea.
Dista 64 km dal capoluogo Sligo e circa 7 da Ballina.

## Attività principali
La località è famosa per le ampie spiagge, le attività locali e il surf.
La costa di Enniscrone è stata per generazioni il luogo marino preferito per gli abitanti del Mayo e dello Sligo meridionale: la temperatura dell'acqua non è eccessivamente fredda e le spiagge dorate della zona, che fanno quasi da preambolo a quelle dello Sligo settentrionale e soprattutto a quelle immense del Donegal, rendono piacevole la villeggiatura.
La particolare posizione sulla Killala Bay la rende oltretutto ideale per il surf e la pesca.
Di notevole interesse per gli appassionati, un discreto circolo del golf con molte buche nonché moltissime altre amenità come lo sci d'acqua e il tennis.

## Storia e folklore
Nei dintorni di Inishcrone ci sono moltissimi luoghi di interesse storico, come le terme di Seaweed Baths sulla Cliff Road, moltissimi ruderi di fortificazioni circolari preistoriche e di manieri medievali come il castello O'Dowd, il castello Firbis Ruin e quelli di Pullacheeney.
Luoghi interessanti sotto il profilo mitologico vicini al villaggio sono la Diamonds strand, una particolare spiaggia chiamata così perché a volte emette riflessi di luce particolari a causa delle numerose conchiglie che vi si posano, nonché i massi della Sirena, vicini a Ballina, piccoli isolotti che nella fantasia popolare irlandese avrebbero dovuto rappresentare i figli di una sirena intenti a fuggire con la madre in mare e puniti per questo gesto dal loro padre che li tramutò in pietra.
Il mito vuole, inoltre, che gli abitanti di Enniscrone avessero ucciso anzitempo il famigerato verro gigante del Donegal dalle zanne velenose, probabilmente lo stesso che uccise Dairmud sul Benbulben nella saga di Fionn Mac Cumhail: questo evento, che ovviamente non ha mai avuto luogo, viene commemorato al centro del villaggio da una statua che rappresenta il terribile animale.